# Districte de Thayet
El districte de Thayetmyo (també apareix com Thayet) és una divisió administrativa de la divisió de Magwe. La capital és Thayetmyo. Té una superfície d'11.971 km² i una població de 831.616 habitants (estimació del 2003).
Administrativament està format per sis townships:
- Thayet
- Minhla
- Mindonn
- Kamma
- Aung-lan
- Sinbaungwe

## Història
El territori és rarament esmentat a les cròniques birmanes. Es creu que la part sud va pertànyer al regne de Prome o Tharekhettra i la part nord al regne de Pagan. Mindon o Mindonn, al peu de les muntanyes de l'Arakan, fou fundada per un rei fugitiu de Prome quan la seva capital fou destruïda pels talaings a la meitat del segle VIII; el mateix rei va assolir el poder a Pagan i per cinc segles la major part del territori va quedar en poder d'aquest regne; a Thayetmyo foren nomenats governadors birmans durant aquest període però a la virtual caiguda de la dinastia el 1287 els governadors van quedar independents i el territori es va fraccionar. La dinastia de Pagan va desaparèixer finalment el 1369 i l'hegemonia va passar a la dinastia de Toungoo. Després del 1740 foren els mons de Pegu els que van dominar el territori fins al 1756 quan Alompra va establir la nova dinastia de Konbaung i fou una província del regne fins al 1852 quan fou ocupada pels britànics a la segona Guerra Anglo-Britànica formant una subdivisió del districte de Prome el 1853.
El 1870 es va crear el districte de Thayetmyo governat per un subcomissionat dependent del comissionat de la divisió d'Irrawaddy i després de la divisió de Pegu a la Baixa Birmània. El 1885 els britànics van atacar Minhla on van topar amb certa resistència; el fort fou assaltat i ocupat i el 1886, amb l'annexió de Minhla, els límits del districte es van estendre cap aquesta zona, i el districte ampliat fou transferit a l'Alta Birmània i inclòs a la divisió de Minbu. Després de 1886 hi va haver resistència local amb algunes partides de dacoits (bandits, de fet resistents) entre els quals el més notable fou Nga Swe, que va morir en combat el 1888. Des de 1889 el territori va restar tranquil.
La superfície des de 1886 quan es va incorporar Minhla era de 12.302 km² i formava part de la divisió de Minbu, limitant a l'oest amb l'Arakan Yoma, a l'est amb el Pegu Yoma, al nord amb els districtes de Minbu i Magwe, i al sud amb el de Prome o Pyay. Forma part de la conca de l'Irauadi que corria pel centre del districte de nord a sud, sent els seus afluents principals a la zona el Pani, Maton, Made, Kyini i Butle. La població era:
- 1872: 156.816 (sense Minhla)
- 1881: 169.560 (sense Minhla)
- 1891: 250.161 (incloent Minhla)
- 1901: 239.706 (incloent Minhla), baixada causada per l'emigració cap al delta.

Administrativament estava dividida en 3 subdivisions i sis townships:
- Thayetmyo 
  - Thayetmyo
  - Mindon
  - Kama
- Minhla 
  - Minhla
  - Sinbaungwe
- Myede 
  - Allanmyo

La majoria de la població eren budistes amb alguns animistes (uns 15.000 xins) i uns centenars d'altres religions. El birmà era parlat pel 89% i el xin el parlaven unes 19.700 persones els mateixos que eren d'ètnia xin, sent la resta bamars o birmans. El 72% vivia de l'agricultura.
El township de Thayetmyo mesurava 497 km² i tenia 37.599 el 1901. Hi havia 106 pobles i una ciutat i municipalitat: Thayetmyo (amb 15.824 habitants), capital del districte i del township.

## Pagodes
- Shweandaw, a pocs quilòmetres al nord de Thayetmyo, fundada el 1167.
- Shwemyindin o Shwesutaungbyi, fundada vers el 100
- Shwethetlut o Shwemyindin, a Thayetmyo, construïda el 1373